# Ídix
L'ídix o jiddisch (nativament ייִדיש, יידיש o אידיש, yidish o idish, pronunciat [ˈ(j)ɪdɪʃ], lit. 'jueu'; ייִדיש-טײַטש, Yidish-Taytsh, lit. 'judeoalemany') és una llengua germànica occidental parlada històricament pels jueus askenazites. Té els seus orígens a l'Europa central del segle IX, on la comunitat askenazi va adoptar l'alt alemany antic amb manlleus de l'hebreu i de l'arameu, que va acabar convertint-se en un etnolecte i, posteriorment, es va acabar diferenciant de la resta de varietats de l'alemany. La majoria de varietats d'ídix inclouen manlleus de llengües eslàviques i romàniques, aquests últims a causa de migracions de jueus sefardites. La llengua ha emprat tradicionalment l'alfabet hebreu, tot i que existeixen altres sistemes d'escriptura, com ara l'ortografia YIVO, que fa servir l'alfabet llatí.
Es calcula que abans de la Segona guerra mundial la llengua tenia al voltant d'onze milions de parlants. El 85% dels jueus assassinats en l'Holocaust eren parlants d'ídix, fet que va dur a una davallada massiva en l'ús de la llengua. L'assimilació i la migració a Israel, amb la qual molts locutors van passar a parlar i a transmetre l'hebreu als seus fills, van exacerbar encara més el declivi de l'ídix. Tot i això, el nombre de parlants està augmentant en les comunitats hasídiques. Als anys noranta es calcula que hi havia entre 1,5 i 2 milions de parlants, mentre que un estudi de la Rutgers University de l'any 2021 situa el nombre de parlants al voltant dels 600.000.
Els primers textos que fan referència a la llengua són del segle XII i l'anomenen לשון־אַשכּנז (loshn-ashknaz, "llengua d'Ashkenaz") o טײַטש (taytsh), una variant de tiutsch, el nom contemporani per l'alt alemany mitjà. Col·loquialment, la llengua sovint rep el nom de מאַמע־לשון (mame-loshn, lit. "llengua materna"), distingint-la de לשון־קודש (loshn koydesh, "llengua sagrada"), que fa referència tant a l'hebreu com a l'arameu.

L'ídix modern comprèn dos blocs dialectals principals: l'oriental, que a dia d'avui és el més comú i que inclou els dialectes sudoriental (a Ucraïna i Romania), centroriental (a Polònia, Galícia i a l'est d'Hongria) i nordoriental (a Lituània i Belarús); mentre que l'occidental és dividit en sudoccidental (Suïssa, Alsàcia i sud d'Alemanya), centreoccidental (centre d'Alemanya) i nordoccidental (Països Baixos i nord d'Alemanya). 

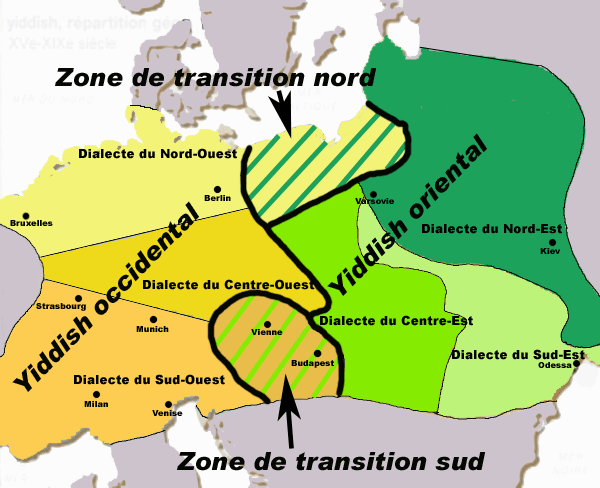
Mapa dels dialectes de l'ídix del segle XV al XIX. Els dialectes occidentals estan representats en taronja i els orientals en verd.

El mot "ídix" també serveix per a designar els jueus ashkenazis i la seva cultura.

## Història

### Orígens
Ja el segle X s'havia format una cultura jueva singular a Europa central. A la baixa edat mitjana, els assentaments jueus, els quals se situaven majoritàriament a Magúncia i al Palatinat, van començar a rebre el nom d'Ashkenaz, un terme que s'havia usat originàriament per a referir-se a Escítia i posteriorment a altres àrees de l'Europa oriental i a Anatòlia. En l'hebreu medieval de Rashi, aquesta paraula acaba fent-se servir per a referir-se a Alemanya i אשכּנזי Ashkenazi per a designar els jueus de la zona. Aquesta població jueva estava en contacte amb la població de jueus sefardites que habitaven des del Rin fins al sud de França. La cultura ashkenazi es va acabar estenent a l'Europa oriental amb tot un seguit d'onades migratòries posteriors.
Se sap ben poca cosa de la llengua que feien servir les primeres comunitats jueves d'Alemanya (i de quan s'hi van establir, de fet), tot i que es creu que la llengua original dels ashkenazi era l'arameu, idioma ja emprat per la població de Judea a l'època romana i fins a l'edat mitjana a Mesopotàmia, mentre que l'hebreu ja aleshores era una llengua reservada a la litúrgia. Durant l'Imperi romà, la població jueva de Roma i del sud d'Itàlia sembla haver estat de parla grega, com indicarien cognoms com ara Kalonymos o Todres. També durant aquesta època l'ús de l'arameu entre la població jueva mercantil hauria estat reforçat per l'existència d'extenses xarxes comercials síries arreu de les províncies imperials.
La teoria més acceptada és que les comunitats jueves que es van establir arreu d'Europa es van assimilar lingüísticament a les comunitats establertes, tot formant registres judeïtzats propis.
Max Weinreich proposa un model en el qual les poblacions jueves de parla romànica, que tenien competència en hebreu litúrgic i arameu, van emigrar en massa a Lotaríngia (Loter en ídix), on van interactuar amb jueus que parlaven dialectes de l'alt alemany i assimilant-s'hi. Segons Weinreich, aquesta nova comunitat hauria desenvolupat un judeoalemany, el qual s'hauria acabat bifurcat, tot donant lloc a les dues principals varietats d'ídix, l'occidental i l'oriental.

Hi ha teòrics que argumenten un origen bavarès per a la base germànica de la llengua, i un desenvolupament paral·lel, tant a la vall del Rin com a Baviera, que hauria donat lloc a les varietats occidental i oriental respectivament no està descartat. Paul Wexler va proposar un model alternatiu l'any 1991 (avui en dia descartat) que deslligava les dues varietats d'ídix. Proposava que l'ídix oriental s'hauria originat d'un "judeosòrab". Aquesta proposta no va arribar mai a rebre gaire suport a causa de la manca de proves.

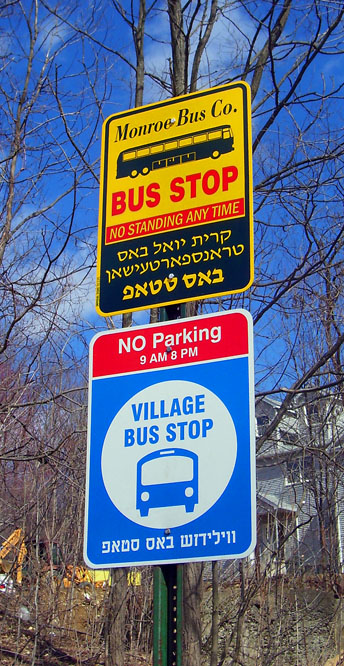
Parada d'autobús en ídix a Kiryas Joel, als Estats Units

## Nombre de parlants
Abans de la Segona Guerra Mundial l'ídix era parlat per 11 o 13 milions de persones. L'Holocaust, el qual va suposar el genocidi de sis milions de jueus, dels quals la majoria (segons algunes estimacions un 85%) eren parlants d'ídix, va suposar una davallada significant del nombre de parlants de la llengua. Malgrat que milions de parlants, molts dels quals vivien als EUA, van sobreviure, la situació minoritària arreu en va impulsar l'assimilació a les comunitats lingüístiques majoritàries, contribuint encara més a la davallada de la llengua, sobretot del dialecte oriental. Per contra, el nombre de parlants de comunitats religioses ortodoxes com ara l'hasídica és en augment a causa de l'alta quantitat de fills.
L'ídix té estatus d'oficialitat, tot i que limitat, a Moldàvia, a Bòsnia i Hercegovina, als Països Baixos i a Suècia.
Ethnologue va estimar el 1991 el nombre de parlants d'ídix oriental al voltant d'un milió i mig, el 40% dels quals viurien a Ucraïna, un 15% a Israel i un 10% als EUA, on la Modern Language Association dona una estimació de 200.000 parlants. L'ídix occidental tindria prop de 5.000 parlants a Alemanya, segons l'Ethnologue. Un estudi del Consell d'Europa de l'any 1996 situava el nombre de parlants de totes dues varietats al voltant dels 2 milions.
El cens palestí de 1922 llistava un total de 1.946 parlants d'ídix (9 al Districte Meridional, 1.401 a Jerusalem-Jaffa, 4 a Samària i 532 al Districte Septentrional).
Dins de les comunitats hasídiques d'Israel, són els nois que fan servir més l'ídix, mentre que les noies fan servir l'hebreu. Una de les raons podria ser que l'educació dels nois dins d'aquesta comunitat és més orientada de cara a la religió, la qual fan en ídix, mentre que l'educació de les noies és més secular i sent a Israel es fa en hebreu.

## Fonologia
Els diferents dialectes de l'ídix mostren força variació pel que fa a la fonologia. En aquesta pàgina es detalla la fonologia de la convenció estàndard de la llengua més estesa en textos gramaticals i pedagògics:

### Consonants[30]
|            |         | Labial | Alveolar | Alveolar | Postalveolar | Postalveolar | Palatal | Velar/ Uvular | Glotal |
| normal     | palatal | Labial | normal   | palatal  |              |              | Palatal | Velar/ Uvular | Glotal |
| ---------- | ------- | ------ | -------- | -------- | ------------ | ------------ | ------- | ------------- | ------ |
| Nasal      | Nasal   | m      | n        | (nʲ)     |              |              |         | (ŋ)           |        |
| Oclusiva   | sorda   | p      | t        |          |              |              |         | k             | (ʔ)    |
| Oclusiva   | sonora  | b      | d        |          |              |              |         | ɡ             |        |
| Africada   | sorda   |        | ts       | (tsʲ)    | tʃ           | (tʃʲ)        |         |               |        |
| Africada   | sonora  |        | dz       | (dzʲ)    | dʒ           | (dʒʲ)        |         |               |        |
| Fricativa  | sorda   | f      | s        | (sʲ)     | ʃ            |              |         | χ             | h      |
| Fricativa  | sonora  | v      | z        | (zʲ)     | (ʒ)          |              |         | ʁ             |        |
| Ròtica     | Ròtica  |        | r        | r        | r            | r            | r       | r             |        |
| Aproximant | central |        |          |          |              |              | j       |               |        |
| Aproximant | lateral |        | l        |          |              |              | (ʎ)     |               |        |

- Les coronals amb coarticulació palatal /nʲ/, /tsʲ/, /dzʲ/, /tʃʲ/, /dʒʲ/, /sʲ/ i /zʲ/ apareixen només en manlleus eslaus i, per tant, llur estatus com a fonemes de la llengua és disputat (per això apareixen entre parèntesis).
- /k/, /g/ i [ŋ] són velars, mentre que /j/ i /ʎ/ són palatals.
- [ŋ] és un al·lòfon de /n/ després de /k/ o /g/ i només pot realitzar-se com a nucli sil·làbic ([ŋ̍]).
- [ɣ] és un al·lòfon de /χ/ abans de /b/, /d/, /ɡ/, /v/, /z/ i /ʒ/.
- La realització fonètica de /χ/ i /nʲ/ no és del tot clara:
  - A la taula, /χ/ és classificada com a velar, tot i que el símbol s'usa per a representar un so uvular. Per tant, seria possible que la realització fonètica de /χ/ fos uvular [χ].
  - /nʲ/ és classificada com a palatal, cosa que pot significar que seria realitzada fonèticament com a alveolar amb coarticulació palatal [nʲ] o fins i tot com a alveolo-palatal [ɲ̟]. És possible que la realització fonètica de /ʎ/ també sigui alveolo-palatal [ʎ̟] i no pas senzillament palatal.
- /r/ pot pronunciar-se tant com una alveolar o una uvular, com a continuant [r ~ ʀ] o flap [ɾ ~ ʀ̆].
- [ʔ] apareix únicament com a separador intervocàlic i no suposa cap fonema.

### Vocals[30]
|         | Anterior | Central | Posterior |
| ------- | -------- | ------- | --------- |
| Tancada | ɪ        |         | ʊ         |
| Medial  | ɛ        | ɜ*      | ɔ         |
| Oberta  | a        |         |           |

*Només en posició àtona.
L'ídix estàndard també té els següents diftongs:
| Anterior | Central | Posterior |
| -------- | ------- | --------- |
| ɛɪ       | aɪ      | ɔɪ        |

[aɪ] i [ɔɪ] també es poden pronunciar com a [aɛ] i [ɔɜ] respectivament.
Addicionalment, les sonorants /l/ i /n/ poden aparèixer com a nuclis sil·làbics, aquesta última amb realitzacions al·lofòniques com [m] i [ŋ]:
- אײזל [ˈɛɪzl̩] 'ase'
- אָװנט [ˈɔvn̩t] 'vespre'

Les consonants sil·làbiques sempre apareixen en posició àtona.

## Morfologia

### Substantius

#### Gènere
L'ídix té tres gèneres gramaticals: masculí (זכר zokher), femení (נקבֿה nekeyve) i neutre (נײטראַל neytral). En la majoria de casos, el gènere dels substantius no és predictible, emperò hi ha les següents excepcions:
- Els substantius que denoten éssers humans i animals masculins són sovint masculins i els que denoten éssers humans i animals femenins són femenins.
- La majoria de substantius acabats en [ə] àtona són femenins.
- Els substantius acabats en els sufixos derivatius ־ונג -ung, ־קײט -kayt, i ־הײט -hayt són femenins.
- Els diminutius acabats en ־ל -l o ־עלע -ele són neutres.
- Els nous manlleus són per defecte masculins, excepte si acaben en [ə], aleshores són femenins.

#### Cas[31]
L'ídix té tres casos gramaticals: el nominatiu, l'acusatiu i el datiu. El nominatiu és emprat prototípicament pel subjecte, l'acusatiu per l'objecte directe i el datiu per l'indirecte o per un complement precedit per una preposició.
Igual que el gènere, el cas no és expressat en el substantiu en si (exceptuant-ne alguns casos), sinó en l'article i adjectiu.
Encara que el genitiu hagi desaparegut i la possessió s'indiqui amb la preposició פֿון fun 'de', encara existeix un suffix genitiu ס- -s que es pot adjuntar als substantius possessors que denoten una persona o ésser viu.

#### Plural[31]
L'ídix té dos sufixos regulars per a marcar el plural. Els substantius que acaben en una vocal àtona formen el plural amb el sufix -s (גרופּע grupe 'grup' passa a גרופּעס grupes), entre que els acabats en consonant formen el plural en -n sil·làbica (טיש tish 'taula' esdevé טישן tishn).
Un gran nombre de substantius tenen formes plurals irregulars, com ara -es (la majoria d'origen eslau), -er amb umlaut (e.g. מאַן man 'home' → מענער mener 'homes'; קינד kind 'nen' → קינדער kinder 'nens') o només umlaut (e.g. האַנט hant 'mà' → הענט hent 'mans'). També hi ha paraules invariables, com ara פֿיש fish 'peix/peixos'). Els diminutius acabats en -l i -ele formen el plural amb el sufix -ekh (e.g., מײדל meydl 'noia' → מײדלעך meydlekh 'noies').
La majoria de paraules d'origen hebreu formen el plural amb els sufixos hebreus -im i -es, i conserven també les mutacions de les arrels tal com ocorren en hebreu (e.g., ספֿר seyfer 'llibre sagrat' → ספֿרים sforim 'llibres sagrats'; סוד sod 'secret' → סודות soydes 'secrets'). Malgrat això, també hi ha manlleus que es desmarquen de la tendència a conservar les formes plurals originals, com és el cas dels substantius femenins en -ת, que són manllevats com a masculins i sufixats amb -im: e.g. שבת shabes 'sàbat' → hebreu שבתות shaboses, ídix שבתים shabosim. Aquesta paradigma s'estén també als substantius que en hebreu formen el plural en -yes: תּכלית takhles 'motiu' → hebreu תּכליות takhliyes, ídix תּכליתים takhleysim.
També hi ha paraules hebrees que formen el plural en -er i umlaut, com ara קול kol 'veu' → קולער keler, i d'altres que tot i no ser d'origen hebreu formen el plural en -im: דאָקטער dokter 'doctor' → דאָקטוירים doktoyrim; פּויער poyer 'pagès' → פּויערים poyerim.

### Articles
L'article definit concorda en gènere, nombre i cas amb el substantiu que precedeix.
|           | Singular | Singular | Singular | Plural |
| Masculí   | Neutre   | Femení   |          | Plural |
| --------- | -------- | -------- | -------- | ------ |
| Nominatiu | דער der  | דאָס dos  | די di    | די di  |
| Acusatiu  | דעם dem  | דאָס dos  | די di    | די di  |
| Datiu     | דעם dem  | דעם dem  | דער der  | די di  |

L'article indefinit אַ a, esdevé אַן an abans d'una paraula començada per vocal.

### Adjectius
Els adjectius atributius es declinen per a concordar en gènere, nombre i cas del substantiu que modifiquen (דער גוטער מאַן der guter man 'L'home bo') , mentre que els adjectius predicatius són invariables (דער מאַן איז גוט Der man iz gut 'L'home és bo'). Quan un adjectiu s'usa de manera absolutiva, és a dir, quan es fa servir com a substantiu en posició predicativa (com a atribut), es declina per a concordar amb el subjecte de l'oració (דער מאַן איז אַ גוטער Der man iz a guter 'L'home n'és un de bo'). La terminació -n esdevé -en després d'una m, d'una vocal àtona o d'un diftong; esdevé -em després d'una n i, excepcionalment, amb l'adjectiu nay ('nou').
| גוט gut "bo" | Singular    | Singular | Singular  | Singular  | Singular  | Singular | Singular   | Singular   | Singular    | Singular | Plural    | Plural |
| גוט gut "bo" | Masculí     | Masculí  | Neutre    | Neutre    | Neutre    | Neutre   | Neutre     | Neutre     | Femení      | Femení   | Plural    | Plural |
| גוט gut "bo" | Masculí     | Masculí  | Indefinit | Indefinit | Definit   | Definit  | Absolutiu* | Absolutiu* | Femení      | Femení   | Plural    | Plural |
| ------------ | ----------- | -------- | --------- | --------- | --------- | -------- | ---------- | ---------- | ----------- | -------- | --------- | ------ |
| Nominatiu    | גוטער guter | ער- -er  | גוט gut   | -_        | גוטע gute | ע- -e    | גוטס guts  | ס- -s      | גוטע gute   | ע- -e    | גוטע gute | ע- -e  |
| Acusatiu     | גוטן gutn   | ן- -n    | גוט gut   | -_        | גוטע gute | ע- -e    | גוטס guts  | ס- -s      | גוטע gute   | ע- -e    | גוטע gute | ע- -e  |
| Datiu        | גוטן gutn   | ן- -n    | גוטן gutn | ן- -n     | גוטן gutn | ן- -n    | גוטן gutn  | ן- -n      | גוטער guter | ער- -er  | גוטע gute | ע- -e  |

*L'ús que es fa en aquest article del terme "absolutiu" no té res a veure i no s'ha de confondre amb el terme "cas absolutiu".

### Pronoms
Tot seguit es mostra una taula dels pronoms personals en ídix:
| Pronoms personals | 1a persona | 1a persona | 2a persona         | 2a persona              | 2a persona      | 3a persona | 3a persona | 3a persona | 3a persona |
| Pronoms personals | Singular   | Plural     | Singular/ informal | Singular formal/ Plural | Plural informal | Singular   | Singular   | Singular   | Plural     |
| Pronoms personals | Singular   | Plural     | Singular/ informal | Estàndard               | versió polonesa | Masculí    | Neutre     | Femení     | Plural     |
| ----------------- | ---------- | ---------- | ------------------ | ----------------------- | --------------- | ---------- | ---------- | ---------- | ---------- |
| Nominatiu         | איך ikh    | מיר mir    | דו du              | איר ir                  | עץ ets          | ער er      | עס es      | זי zi      | זיי zey    |
| Acusatiu          | מיך mikh   | אונדז undz | דיך dikh           | אײַך aykh                | ענק enk         | אים im     | עס es      | זי zi      | זיי zey    |
| Datiu             | מיר mir    | אונדז undz | דיר dir            | אײַך aykh                | ענק enk         | אים im     | אים im     | איר ir     | זיי zey    |

Els pronoms de la tercera persona concorden en gènere amb el nom al qual fan referència, aquesta distinció es perd en plural, el qual no fa distinció de gènere (igual que l'alemany). El pronom de cortesia concorda amb el de la segona persona del plural (com en català "tu"/"vós"; tot i que en català el pronom de la segona persona del plural sigui "vosaltres", "vós" era i continua sent, per concordança verbal, segona persona del plural).

### Numerals
| Numerals cardinals | Numerals cardinals | Numerals cardinals | Numerals cardinals |
| Nombre             | Ídix               | YIVO               | Alemany            |
| ------------------ | ------------------ | ------------------ | ------------------ |
| zero               | נול, זעראָ          | nul, zero          | null               |
| u                  | איינס              | eyns               | eins               |
| dos                | צוויי              | tsvey              | zwei               |
| tres               | דרײַ                | dray               | drei               |
| quatre             | פיר                | fir                | vier               |
| cinc               | פינף               | finf               | fünf               |
| sis                | זעקס               | zeks               | sechs              |
| set                | זיבן               | zibn               | sieben             |
| vuit               | אַכט                | akht               | acht               |
| nou                | נײַן                | nayn               | neun               |
| deu                | צען                | tsen               | zehn               |

| Numerals ordinals | Numerals ordinals | Numerals ordinals | Numerals ordinals |
| Nombre            | Ídix              | YIVO              | Alemany           |
| ----------------- | ----------------- | ----------------- | ----------------- |
| primer            | ערשט              | ersht             | erst              |
| segon             | צווייט            | tsveyt            | zweit             |
| tercer            | דריט              | drit              | dritt             |
| quart             | פערט              | fert, ferd        | viert             |
| cinquè            | פיפט              | fift              | fünft             |
| sisè              | זעקסט             | zekst             | sechst            |
| setè              | זיבעט             | zibet             | siebt             |
| vuitè             | אַכט               | akht              | acht              |
| novè              | נײַנט              | naynt             | neunt             |
| desè              | צענט              | tsent, tseynt     | zehnt             |

Els ordinals són adjectius i, per tant, concorden amb els substantius que acompanyen.

## Sintaxi
Com la majoria de llengües germàniques, l'ídix és una llengua de verb segon: el segon constituent de l'oració ha de ser un verb finit. Es diferencia de llengües com ara l'alemany per l'ús generalitzat d'aquest ordre, fins i tot en oracions subordinades (l'alemany, per contra, és verb final en aquest tipus d'oracions).
L'ordre VSO es pot fer servir per a indicar una relació causal o contextual entre dues oracions seguides.

## Exemple
La següent taula mostra un text curt en català, ídix (escrit en l'alfabet hebreu), ídix (transliterat) i alemany.
| Llengua               | Text |
| --------------------- | --- |
| Català                | Tots els éssers humans neixen lliures i iguals en dignitat i en drets. Són dotats de raó i de consciència, i han de comportar-se fraternalment els uns amb els altres. |
| Ídix                  | יעדער מענטש װערט געבױרן פֿרײַ און גלײַך אין כּבֿוד און רעכט. יעדער װערט באַשאָנקן מיט פֿאַרשטאַנד און געװיסן; יעדער זאָל זיך פֿירן מיט אַ צװײטן אין אַ געמיט פֿון ברודערשאַפֿט.         |
| Ídix (transliteració) | yeder mentsh vert geboyrn fray un glaykh in koved un rekht. yeder vert bashonkn mit farshtand un gevisn; yeder zol zikh firn mit a tsveytn in a gemit fun brudershaft. |
| Alemany               | Alle Menschen sind frei und gleich an Würde und Rechten geboren. Sie sind mit Vernunft und Gewissen begabt und sollen einander im Geist der Brüderlichkeit begegnen.   |